# Crossover (film)
Crossover – rodzaj kontynuacji (sequela), w którym scalają się ze sobą wątki przedstawione w dwóch różnych filmach lub – jeszcze częściej – występują bohaterowie dwóch różnych filmów. Crossovery powstają w celach mocno komercyjnych, by przyciągnąć do kin fanów scalanych filmów. Termin używany także w odniesieniu do komiksów.
Przykładami filmowego crossovera są horrory: Freddy kontra Jason, w którym fabuła opiera się na zjednoczeniu sił, a następnie walce Freddy’ego Kruegera (seria Koszmar z ulicy Wiązów) i Jasona Voorheesa (seria Piątek, trzynastego) oraz Obcy kontra Predator, w którym połączono wątki Ksenomorfa (seria Obcy) i Yautji (seria Predator). Crossovery inspirują twórców filmów animowanych, którzy konfrontują coraz to nowych kreskówkowych i filmowych bohaterów – jak np. w filmie Batman kontra Drakula czy Batman i Superman. Przykładem mogą być również znane polskie seriale komediowe: Świat według Kiepskich, gdzie w specjalnym sylwestrowym odcinku „Wielki Bal” pojawiają się postacie z innych seriali – Miodowe lata oraz Graczykowie, a także Zmiennicy, którego część akcji dzieje się w mieszkaniu z serialu Alternatywy 4.